# إليشا بيركنز
إليشا بيركنز (بالإنجليزية: Elisha Perkins) هو طبيب أمريكي، ولد في 16 يناير 1741 في نورويتش في الولايات المتحدة، وتوفي في 6 سبتمبر 1799 في نيويورك في الولايات المتحدة بسبب حمى صفراء.